# Даніель Друкер
Даніель Чарльз Друкер (англ. Daniel Charles Drucker; 3 червня 1918 року, Нью-Йорк, США — 1 вересня 2001 року, Ґейнсвілл, штат Флорида, США) — американський вчений-механік та інженер.

## Біографічні дані
Вивчав цивільне будівництво у Колумбійському університеті, який закінчив у 1940 році, здобувши докторський ступінь. Науковим керівником під час навчання був у нього Реймонд Міндлін — згодом видатний механік-науковець.
До 1943 викладав у Корнеллському університеті. Під час Другої світової війни служив у ВПС США.
З 1947 працював в Університеті Брауна, де під керівництвом професора Вільяма Прагера виконав свої фундаментальні роботи з теорії пластичності. З 1968 року обіймав посаду декана інженерного факультету в університеті Іллінойсу. З 1984 — професор в Університеті Флориди, де вийшов у 1994 на пенсію.
Обіймав низку видних постів: у 1981/2 році — президент Американської академії механіки (AAM), крім того — президент Міжнародної спілки теоретичної та прикладної механіки, Американського товариства інженерів-механіків (ASME), Товариства експериментальної механіки (SEM) та американського товариства з інженерної педагогіки (ASEE). Протягом дванадцяти років був редактором журналу прикладної механіки.
Помер від лейкемії.

## Нагороди та звання
- Медаль Кармана (1966)
- Медаль Єглестона (1977)
- Медаль Тимошенка (1983)
- Медаль Джона Фріца (1985)
- Національна наукова медаль США (1988)
- медаль ASME (1992)

Був вибраний членом Національної інженерної академії та Американської академії мистецтв та наук, закордонним членом Польської академії наук.

## Пам'ять
В честь Друкера ASME запроваджена медаль його імені.